# Henye boróka

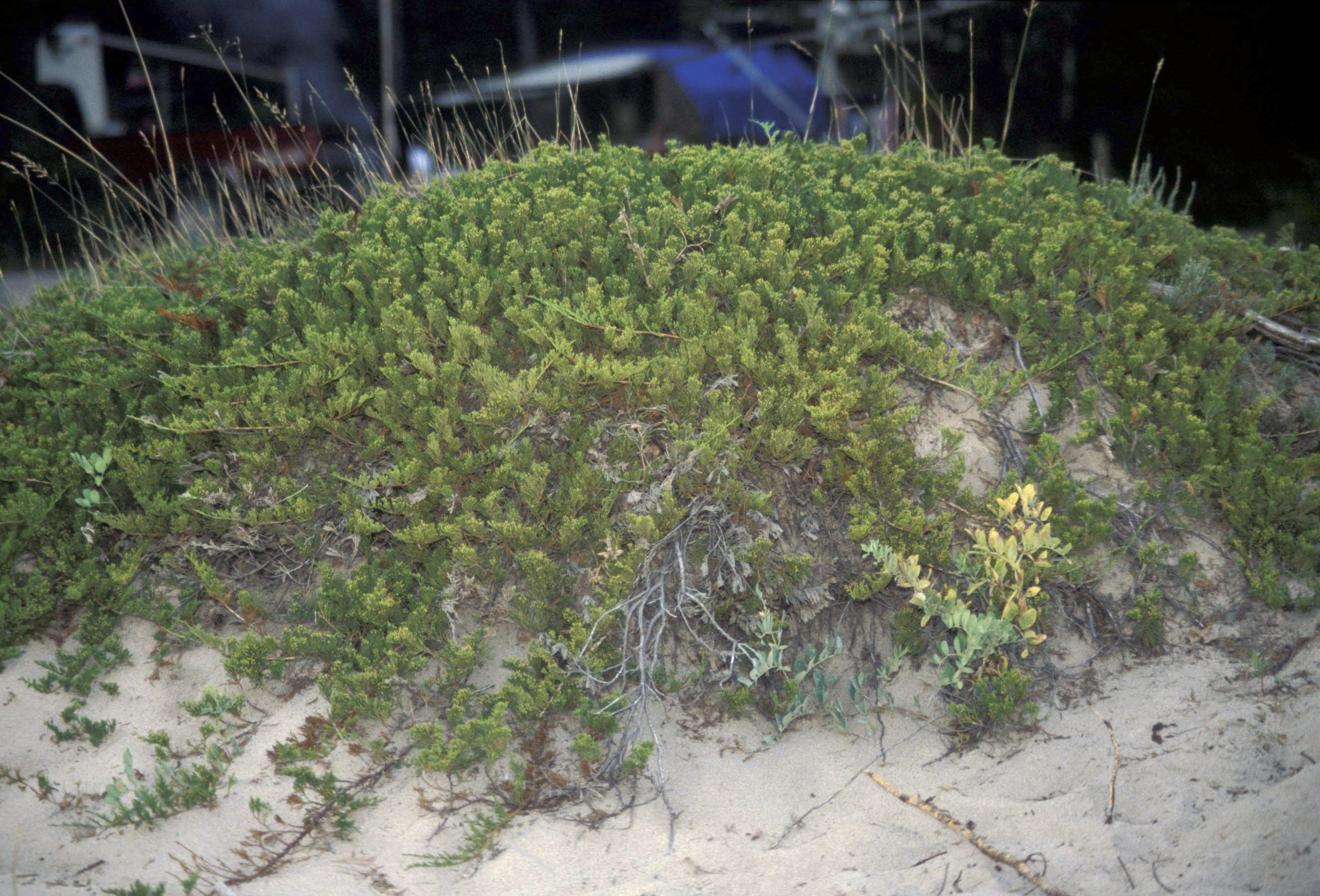
Tengerparti homokdombon növő henye boróka
Kanada, Ontario, Algoma megye, Pancake-öböl

A henye boróka (Juniperus horizontalis) a ciprusfélék családjába tartozó örökzöld növényfaj.

## Származása, elterjedése
Észak-Amerika északi részének hegyvidékein honos:
- Kanada:
  - Alberta,
  - Brit Columbia,
  - Északnyugati területek,
  - Manitoba,
  - Ontario,
  - Québec,
  - Saskatchewan,
  - Újfundland és Labrador,
  - Új-Skócia,
  - Yukon;
- USA:
  - Colorado,
  - Illinois,
  - Iowa,
  - Massachusetts,
  - Michigan,
  - Minnesota,
  - Montana,
  - New York,
  - Észak-Dakota,
  - Dél-Dakota,
  - Vermont,
  - Wisconsin,
  - Wyoming

államokban. Kisebb foltokban Alaszkában is megtalálható.

## Megjelenése, felépítése
Alacsonyan elterülő faj; 2–3 m hosszú hajtásai a földön fekszenek, és eközben gyakran legyökereznek. Rajtuk sűrűn állnak az oldalhajtások. Kérge szalagosan vagy foltokban leválik.
Sűrű hajtásain tű- és pikkelyleveleket egyaránt hoz; a 4–6 mm hosszú levelek hármas örvökben állnak. Lombja kékes-vagy szürkészöld.
Hamvaskék tobozbogyóinak átmérője mindössze 5–10 mm.

## Életmódja, termőhelye
Kissé savanyú vagy gyengén meszes talajon egyaránt megél. Teljesen télálló; a több csapadékot és a nagy páratartalmat kedveli.

## Természetes és kertészeti változatai
- J. horizontalis var. argentea,
- J. horizontalis var. glauca — Alig 10–15 cm magas, a tövétől mintegy méternyire kúszik csak el. Az idősebb növények hajtásai egymásra fekszenek, amitől magasabb lesz. Kékesszürke lombja télen sem barnul meg. Fiatal korában érzékeny, könnyen elgyomosodik. Ágai nehezen gyökeresednek le.
- J. horizontalis „Bar Harbor” – Sötét szürkészöld lombja laposan elterülő. Levelei nagyon aprók.
- J. horizontalis „Blue Chip” – Élénkkék, közepesen növő kúszó boróka, szabályosan álló ágakkal. A hajtások végei kissé felállnak, télen lilás színűek. Igen jó talajtakaró.
- J. horizontalis „Blue Forest” – Lassan növő kúszó boróka ezüstkék lombbal. Felálló hajtásvégeivel miniatűr erdő benyomását kelti.
- J. horizontalis „Blue Mat” – Kék lombú, laposan elterülő, talajtakaró.
- J. horizontalis „Golden Carpet” („Arany Szőnyeg” henyeboróka) – Aranysárga színű, lassan növő. Hajtásai teljesen a talajra hevernek, ezért kiváló talajtakaró.
- J. horizontalis „Hughes” – Kékesfehér, tömötten növő, talajtakaró változat. Nem fekszik teljesen a talajra, mert ágvégei kissé felállnak.
- J. horizontalis „Plumosus” — Ágai elfekvőek, de a hajtások vége fölemelkedik. Pikkelylevelei nincsenek. Lombja nyáron szürke, ősszel–télen lilásbarna árnyalatú. Naposabb helyen szebb színű lesz, de egyúttal párás levegőt és bő csapadékot igényel.
- J. horizontalis „Pumila” – A J. horizontalis var. glauca a törzsváltozatnál lassabban növő mutációja.
- J. horizontalis „Sunspot” – Zöld alapon sárgán foltos lombú kúszó boróka. A tűző napot is jól tűri.
- J. horizontalis „Turquoise Spreader” – Türkizzöld, tollszerű lombbal.
- J. horizontalis „Variegata” – Az alapfaj tarka változata: egyes hajtásai teljesen sárgák is lehetnek.

## Felhasználása
Számos kertészeti változatát ültetik, alapvetően szikla- vagy kőkertekbe, falak, kövek vagy rézsűk befuttatására. Megfelelő metszéssel sűrűre nevelhető; ilyenkor valóságos szőnyegként takarja a felületet. A gyomosodásra érzékeny.